# Ployart-et-Vaurseine
 Ployart-et-Vaurseine  es una población y comuna francesa, en la región de Picardía, departamento de Aisne, en el distrito de Laon y cantón de Laon-Sud.

## Demografía
| 34 | 39 | 26 | 26 | 18 | 27 |
| Para los censos de 1962 a 1999 la población legal corresponde a la población sin duplicidades (Fuente: INSEE [Consultar]) |    |    |    |    |    |